# Forca da guerra
La forca da guerra è un'arma inastata in uso in Europa dal XV al XIX secolo e nell'Estremo Oriente (fond. Cina). Come alcune altre armi inastate, deriva da un attrezzo agricolo: la forca. Nello specifico, l'arma si connatura, in Europa, come una variante a due punte (rebbi) dello spiedo da guerra.